# Моква (річка)
Моква — річка в Росії, у Курському районі Курської області. Права притока Сейму (басейн Дніпра).

## Опис
Довжина річки приблизнр 19,8 км.

## Розташування
Бере початок у селі Верхньокасиново. Спочатку тече на південний схід, потім на південний захід через Грем'ячку і на південно-західній стороні від села Моква Друга впадає у річку Сейм, ліву притоку Десни.
Населені пункти вздовж берегової смуги: Моква Перша, Зубков.
Річку перетинає федеральна автомобільна дорога М-2 «Крим».